# Marko Lihteneker
Marko Lihteneker, slovenski alpinist, * 21. september 1959, † 21. maj 2005, Everest.